# (256374) Danielpequignot
(256374) Danielpequignot est un astéroïde de la ceinture principale.

## Description
(256374) Danielpequignot est un astéroïde de la ceinture principale. Il fut découvert le 22 décembre 2006 à l'observatoire de Saint-Sulpice par Bernard Christophe. Il présente une orbite caractérisée par un demi-grand axe de 2,74 UA, une excentricité de 0,16 et une inclinaison de 7,7° par rapport à l'écliptique.

## Compléments